# Batang Padang

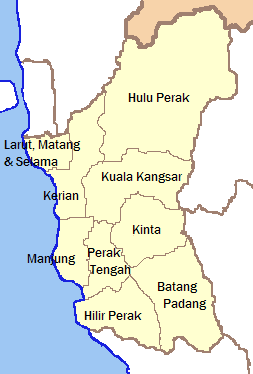
Batang Padangs läge i delstaten Perak.

Batang Padang är ett distrikt i delstaten Perak, Malaysia. Distriktet har 179 494 invånare (2010).